# Гадјач
Гадјач (укр. Гадяч) град је Украјини у Полтавској области. Према процени из 2012. у граду је живело 24.200 становника.

## Становништво
Према процени, у граду је 2012. живело 24.200 становника.
| 1979.  | 1989.  | 2001.  | 2012.  |
| ------ | ------ | ------ | ------ |
| 18.578 | 24.375 | 22.698 | 24.200 |